# Gorče Petrov
Gorče Petrov (Macedonisch: Ѓорче Петров) is een gemeente in Noord-Macedonië en maakt deel uit van het hoofdstedelijk gebied Groot Skopje.
Gorče Petrov telt 41.634 inwoners (2002). De oppervlakte bedraagt 66,93 km², de bevolkingsdichtheid is 622,1 inwoners per km².